# ولیلا
ولیلا، روستایی از توابع بخش مرکزی شهرستان سوادکوه در استان مازندران ایران است. درباور برخی افراد ریشه نام ولیلا برمی گردد به اولین ساکنان این روستا یعنی مرد و زنی به نام‌های ولی و لیلا و به مرور زمان نام ولیلا به وجود آمده. همچنین ولیلا زادگاه سردار شهید جاویدالاثر محمد عباسی می‌باشد. از جمله مشاهیر این روستا نویسنده مرحوم منصور هدایتی می‌باشد. از جاذبه‌های اصلی روستای علاوه بر جنگل‌های زیبای هیرکانی و آبشار ولیلا می‌توان از امامزاده یحیی نام برد که با دشت وسیعی از گل نرگس شاخه تاج زرین و شهلا احاطه شده‌است. شغل اغلب مردم شامل دامداری سنتی باغداری و زنبورداری می‌باشد. این روستا را می‌توان شبه جزیره ای جادویی در جنگل‌های انبوه هیرکانی توصیف نمود. ولیلا دارای برق گاز و خطوط ارتباطی تلفن همراه و اینترنت 4G (دکل اینترنت ایرانسل در منطقه گردگتی ولیلا )و همچنین راه آسفالته می‌باشد در خصوص اب آشامیدنی علی‌رغم داشتن منابع غنی آبی در اکناف روستا، به دلیل نبود سرمایه‌گذاری جهت انتقال اب در ایام تابستان دارای مضیقه و کم ابی می‌باشد. همچنین این روستا داری شورای اسلامی و دهیاری و پایگاه بسیج می‌باشد. روستاهای همجوار ولیلا شامل اتو، لاجیم، ززول و لولاک و سوخته سرا می‌باشند. فاصله ولیلا تا شهر زیر اب ۲۰ کیلومتر می‌باشد. در سالهای اخیر این روستا با پدیده مهاجرت معکوس روبرو شده‌است و فرزندان بومیان مهاجر به شهر و عده ای غیر بومی اقدام به ساخت و ساز در این روستا نموده‌اند. همچنین نود و نه درصد افراد زیر چهل سال در این روستا با سواد می‌باشند. از جمله دشت‌ها و مراتع روستای ولیلا می‌توان از گتشت؛ لیفارو؛ کاله؛ نرگس جار؛ گردکتی؛ لولاک نسوم و ریکو و… نام برد.

## جمعیت
این روستا در دهستان کسلیان قرار دارد و براساس سرشماری مرکز آمار ایران در سال ۱۳۸۵، جمعیت آن ۴۷ نفر (۲۲خانوار) بوده‌است که تعدادی از ویلا داران آنجا اصفهانی و تهرانی هستند. جمعیت فعلی روستا ۴۶ خانوار بوده و بیش از۱۰۰ نفر می‌باشد و در ایام تعطیلات و پایان هفته‌ها این جمعیت به حتی دو برابر این تعداد می‌رسد.